# Altarretabel (Bossugan)

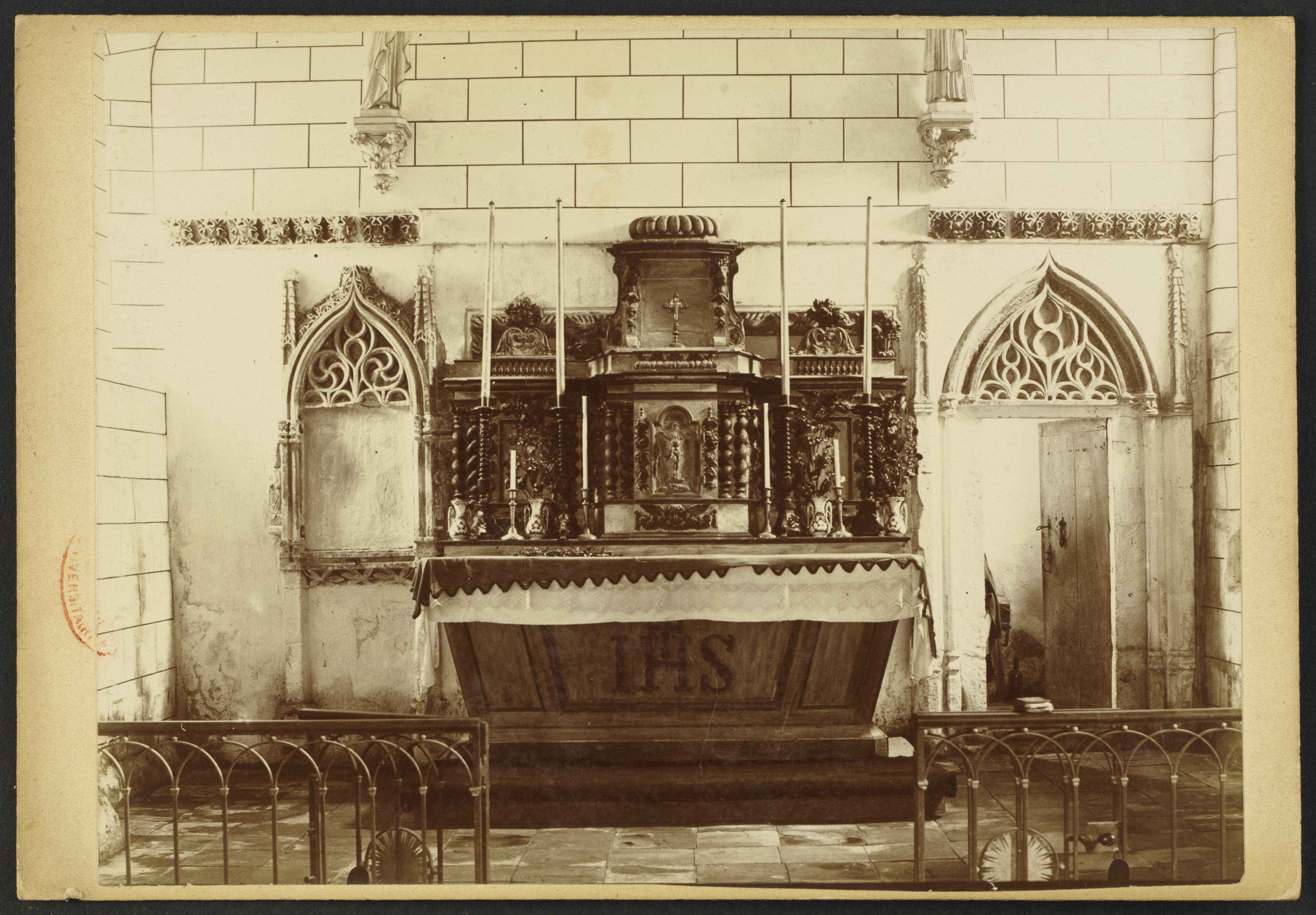
Altarretabel in Bossugan (Foto um 1900 von Jean-Auguste Brutails)

Das Altarretabel in der Kirche St-Laurent in Bossugan, einer französischen Gemeinde im Département Gironde der Region Nouvelle-Aquitaine, wurde im 17. Jahrhundert geschaffen. Im Jahr 1971 wurde das barocke Altarretabel als Monument historique in die Liste der denkmalgeschützten Objekte (Base Palissy) in Frankreich aufgenommen.
Das hölzerne und bemalte Retabel des Hauptaltars ist 2,50 hoch und 2,40 breit. Der mittlere Teil mit Tabernakel wird durch vier gedrehte Säulen abgetrennt. Eine Balustrade bekrönt das Werk.